# Caraffa di Catanzaro
Caraffa di Catanzaro (albanès Garrafa) és un municipi italià, dins de la província de Catanzaro. L'any 2006 tenia 2.069 habitants. És un dels municipis on viu la comunitat arbëreshë. Limita amb els municipis de Catanzaro, Cortale, Maida, Marcellinara, San Floro i Settingiano.

## Administració
| Període | Identitat         | Partit        |
| ------- | ----------------- | ------------- |
| 2006-   | Antonio Migliazza | Llista cívica |